# Polytrichophora australis
Polytrichophora australis är en tvåvingeart som beskrevs av Cresson 1946. Polytrichophora australis ingår i släktet Polytrichophora och familjen vattenflugor. Inga underarter finns listade i Catalogue of Life.